# Claire Ouedraogo
Claire Ouedraogo és una monja i activista contra la mutilació genital femenina a Burkina Faso. Es va convertir en la presidenta de l'Association féminine songmanegre pour le développement i una de les Ambaixadores de la Pau del seu país. Va ser rebre el Premi Internacional Dona Coratge el març de 2020.

## Biografia
Va ser criada en el si d'una família cristiana que peregrinaria anualment. Va decidir ben aviat que volia viure una vida cristiana i el 2005, mentre estudiava la Bíblia en una església, va trobar amb un vers sobre com les persones no es establissin un matrimoni serien com els àngels després de la resurrecció. Va decidir que aquesta era la seva vocació i el 2006 va anar a Togo per passar algunes setmanes amb un grup de monges. Es va convertir en monja el 7 de setembre de 2013 a Yaoundé, al Camerun, on havia estat novícia durant dos anys.

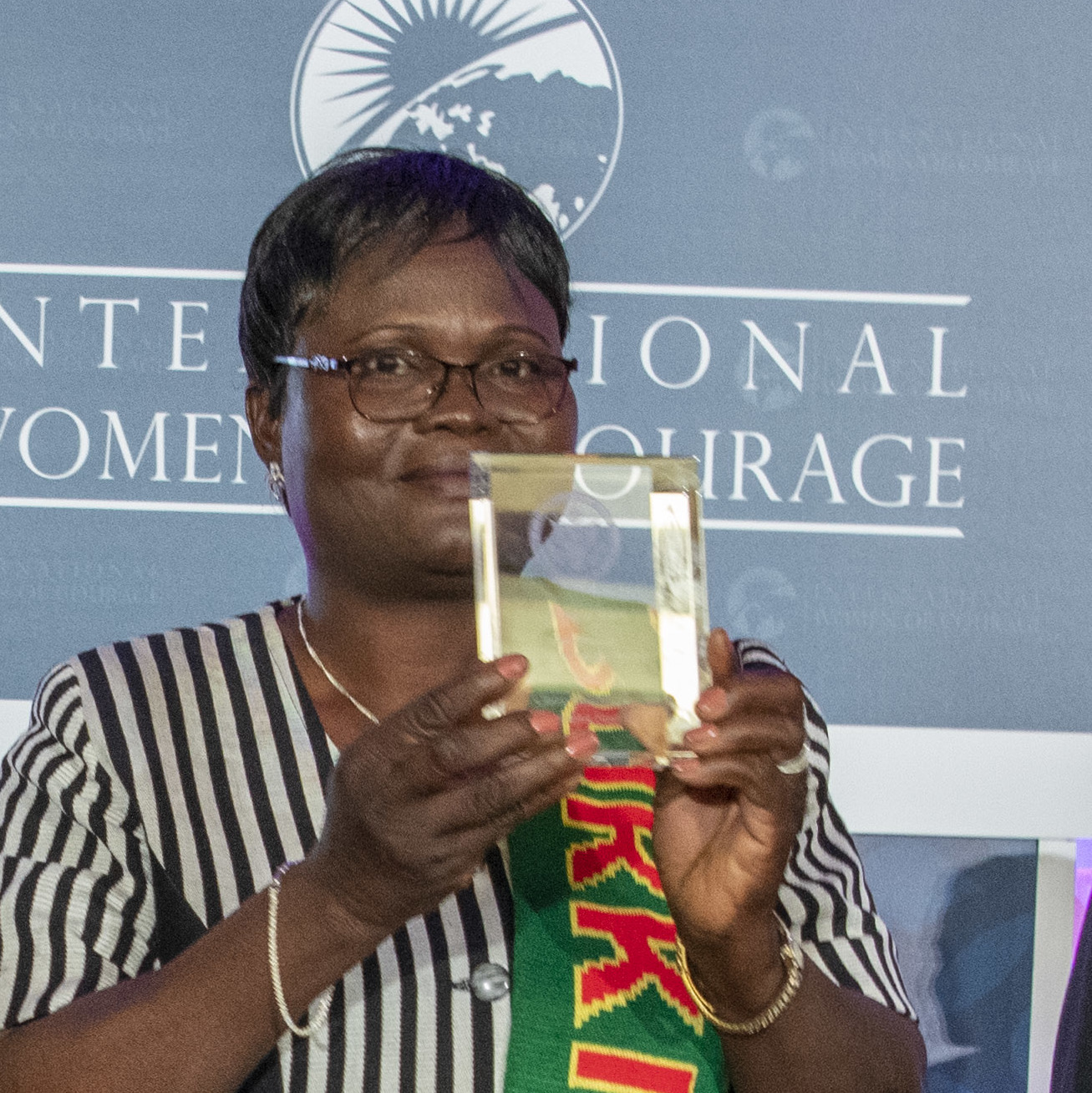
Cerimònia de lliurament del Premi Internacional Dona Coratge el 4 de març de 2020

Es va convertir en la presidenta de l'Association féminine songmanegre pour le développement, una organització coneguda per la seva lluita contra la mutilació genital femenina, encara que també dona suport a les dones en general en temes com l'anticoncepció i sol·licitar un microcrèdit.
El 2016, el primer ministre de Burkina Faso, Paul Kaba Thieba, va destacar el seu treball amb dones del camp i la va nomenar Ambaixadora de la Pau. Ha continuar la seva feina fins i tot sota l'amenaça del terrorisme a la província de Bam.
El 4 de març de 2020 va rebre el Premi Internacional Dona Coratge, atorgat per la Secretaria d'Estat dels Estats Units.